# Bemh
Bemh est une localité située dans le département de Tangaye de la province du Yatenga dans la région Nord au Burkina Faso.

## Géographie
Proche de Zougouna et de Nabaziniguima, Bemh se trouve à environ 3 km au nord-est de Tangaye, le chef-lieu du département, et à 13 km à l'ouest du centre de Ouahigouya.

## Santé et éducation
Le centre de soins le plus proche de Bemh est le centre de santé et de promotion sociale (CSPS) de Tangaye tandis que le centre hospitalier régional (CHR) se trouve à Ouahigouya.